# 让·阿尔普
汉斯·彼得·威廉·阿尔普（德語：Hans Peter Wilhelm Arp；1886年9月16日—1966年6月7日），人称让·阿尔普（法語：Jean Arp），德裔法国雕塑家、画家和诗人。1916年参与达达主义运动，第一次世界大战之后又与超现实主义者和表现主义者有着广泛的交往。阿尔普主张艺术的完全自由，注重内在情感的表达。阿尔普延续了布朗库西、扎德金、赫西埃等人的道路，实现了雕塑的全面抽象化。其雕塑代表作有《云的牧人》《和平廊柱》《平面延长》《构成》等，常常给人流水一般的感觉。

## 早年生活
阿尔普出生于斯特拉斯堡，母亲是法国人，父亲是德国人，在之后的普法战争时期，该地区被称为阿爾薩斯-洛林，1871年被法国割让给德国。第一次世界大战结束后阿尔萨斯回归法国。
1904年，在离开斯特拉斯堡的法国国立高等工程技术学校后，他去了巴黎，在那里首次出版自己的诗集。1905年到1907年，阿尔普就读于德国魏玛撒克逊大公美术学院，1908年回到巴黎朱利安學院学习。阿尔普是卢塞恩“Moderne Bund”的创始成员，1911年到1913年参加了他们的展览。
1912年，他去慕尼黑拜访俄罗斯著名画家和艺术理論家瓦西里·康定斯基，在康定斯基的鼓励下加入“藍騎士”团体的研究和展览。同年晚些时候，他和亨利·马蒂斯、罗伯特·德劳内、康定斯基参加了在苏黎世的大型展览。1915年，他移居瑞士。

## 职业生涯
阿尔普是1916年苏黎世达达主义运动的创始成员之一。1920年，汉斯·阿尔普，马克斯·恩斯特，社会活动家阿尔弗雷德·格林瓦尔德一起成立了科隆达达主义团体。1925年，他的作品也出现在了巴黎皮埃尔画廊第一次超现实主义团体的展览上。
1926年，阿尔普搬到的巴黎郊区默东。1931年，他和超现实主义运动断绝关系，开始为巴黎的抽象创作团体和期刊工作。20世纪30年代开始，他开始加大在雕塑创作上的努力，包括青铜和石雕。他制作了一些小的作品，融入了多种元素，观众可以拿起，单独和重新排列成新的组合作品。
在整个20世纪30年代直到他生命的尽头，他撰写并发表了很多散文和诗歌。1942年，他为了逃离德国的占领而离开默东的家，此后直到去世都生活在苏黎世。

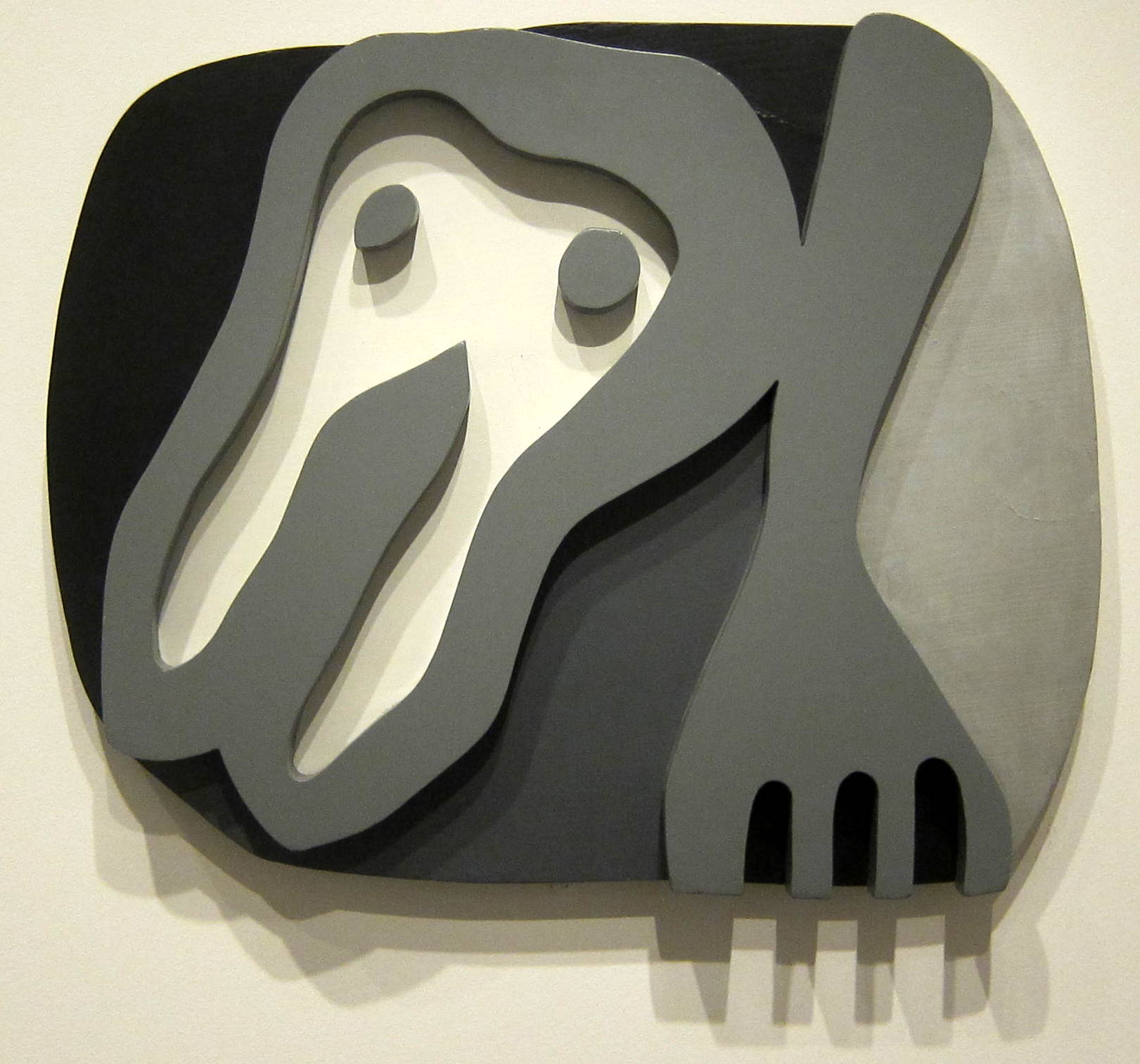
《Shirt Front and Fork》，木头彩绘，1922年，國家藝廊

1949年阿尔普访问了纽约市的个展。1950年他被邀请为剑桥的哈佛大学研究生中心和巴黎的联合国教科文组织的建筑制作壁画。

## 展览
1958年，阿尔普的作品回顾展在纽约市的现代艺术博物馆举行，1962年在法國國立現代藝術美術館举行。1986年在旧金山现代艺术博物馆举办了题为“让·阿尔普的宇宙”的150件作品展览。
斯特拉斯堡現代美術館收藏了他的许多绘画和雕塑。

## 奖项
阿尔普的职业生涯获得许多奖项，包括1954年威尼斯双年展的雕塑大奖，1964年匹兹堡国际的雕塑奖，1963年美国国家艺术大奖，1964年的卡内基奖，1965年汉堡大学的歌德奖和德意志共和国荣誉星章。

## 个人生活和去世
阿尔普的第一任妻子是艺术家索菲·托伊伯-阿尔普，1926年成为法国籍。在20世纪30年代，他们在克拉马一个森林的边缘买了一块土地建成了房子。受包豪斯，勒·柯布西耶和夏洛特·佩里昂的影响，托伊伯设计了它。她1943年在苏黎世去世。1946年阿尔普主要住在默东。
1959年阿尔普和玛格丽特·哈根巴赫（Marguerite Hagenbach，1902年–1994年）结婚。1966年他在瑞士巴塞尔去世。

## 遗产
在欧洲有三个阿尔普基金会：克拉马的阿尔普基金会保留了阿尔普生活和工作了大半生的工作室；每年约2000人次来参观。在洛迦诺的玛格丽特·阿尔普基金会由阿尔普第二任妻子玛格丽特·哈根巴赫建立。汉斯·阿尔普基金会成立于1977年，保存他所有作品的版权。它在柏林设有研究中心和办公室，并在德国罗兰泽克设有一间办公室。

## 延伸阅读
- . New York: The Metropolitan Museum of Art. 1972. 外部链接存在于|title= (帮助)